# Nordwik
Nordwik (ros. Но́рдвик) – dawny port (do 1960 roku) w Tajmyrskim (Dołgańsko-Nienieckim) Okręgu Autonomicznym w RFSRR (dzisiejsza Rosja). Położony jest u ujścia rzeki Chatanga na zachód od zatoki Nordwik.

## Historia
Od XIX wieku wiadomo było, że w rejonie zatoki Nordwik występują: sól, węgiel i ropa naftowa. W połowie lat 30. dwudziestego wieku podjęto decyzję o wydobyciu i rozpoczęto budowę zabudowań. Pod koniec lat 30. miejscowość zamieszkiwało około pięciuset mieszkańców. Znajdowała się szkoła, a także wysoko rozwinięta infrastruktura. W czasie II wojny światowej port znajdował się na trasie dostaw produktów w ramach umowy Lend-Lease. W latach 50. przedsiębiorstwo Nordwik zostało zamknięte, co spowodowało jej wyludnienie. Aktualnie miejscowość jest opuszczona.
W 2014 roku firma INGG wysłała tu swoich pracowników na ekspedycję.